# Ауде-Нідорп
Ауде-Нідорп (нід. Oude Niedorp) — село в нідерландській провінції Північна Голландія. Входить до муніципалітету Голландс-Крон.
Його площа становить 3,77 км², а населення станом на 2021 рік складало 405 осіб.
Перша згадка про населений пункт датується кінцем 17-го сторіччя.
До 1970 року мало статус окремого муніципалітету.

## Галерея

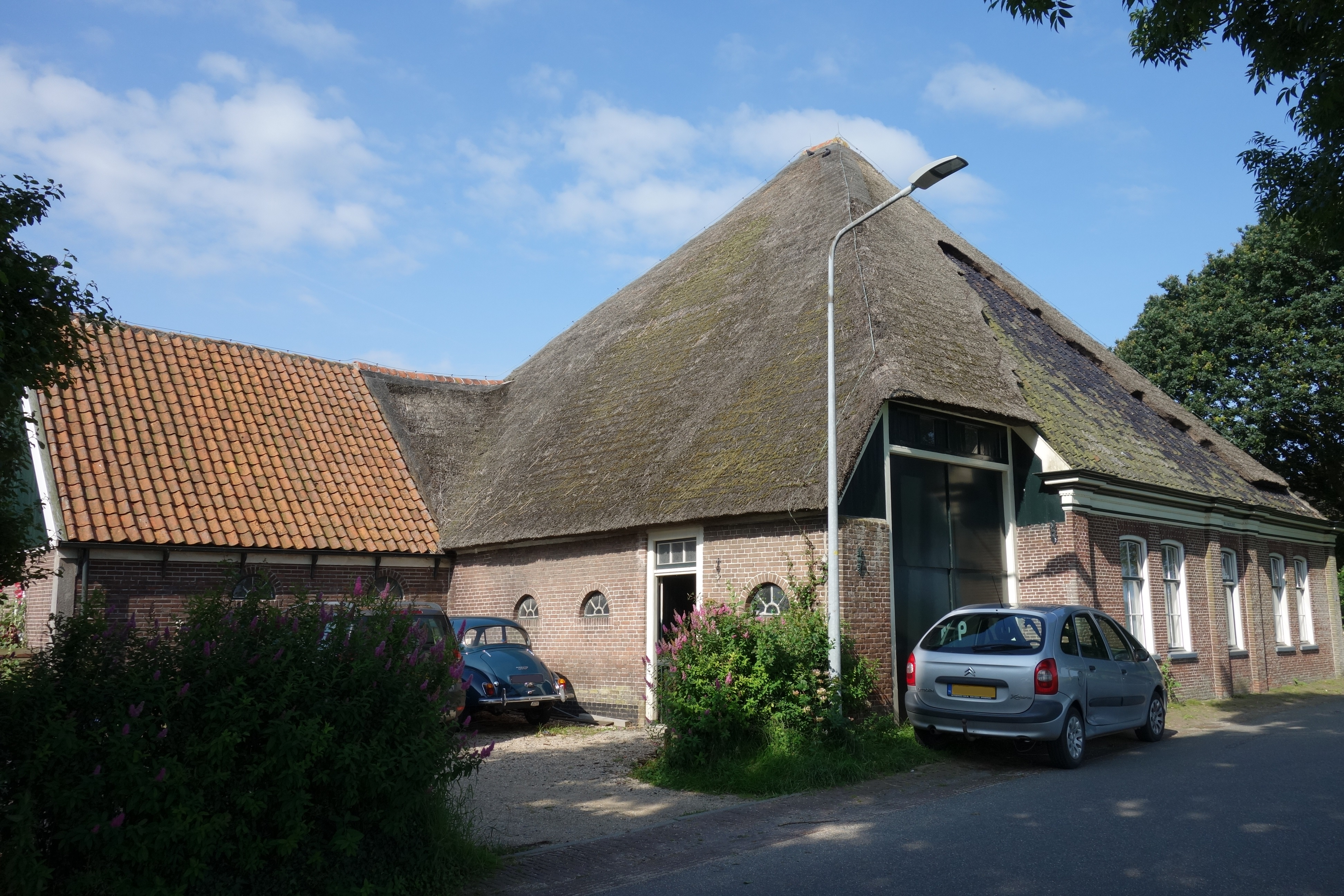
Ферма в Ауде-Нідорпі
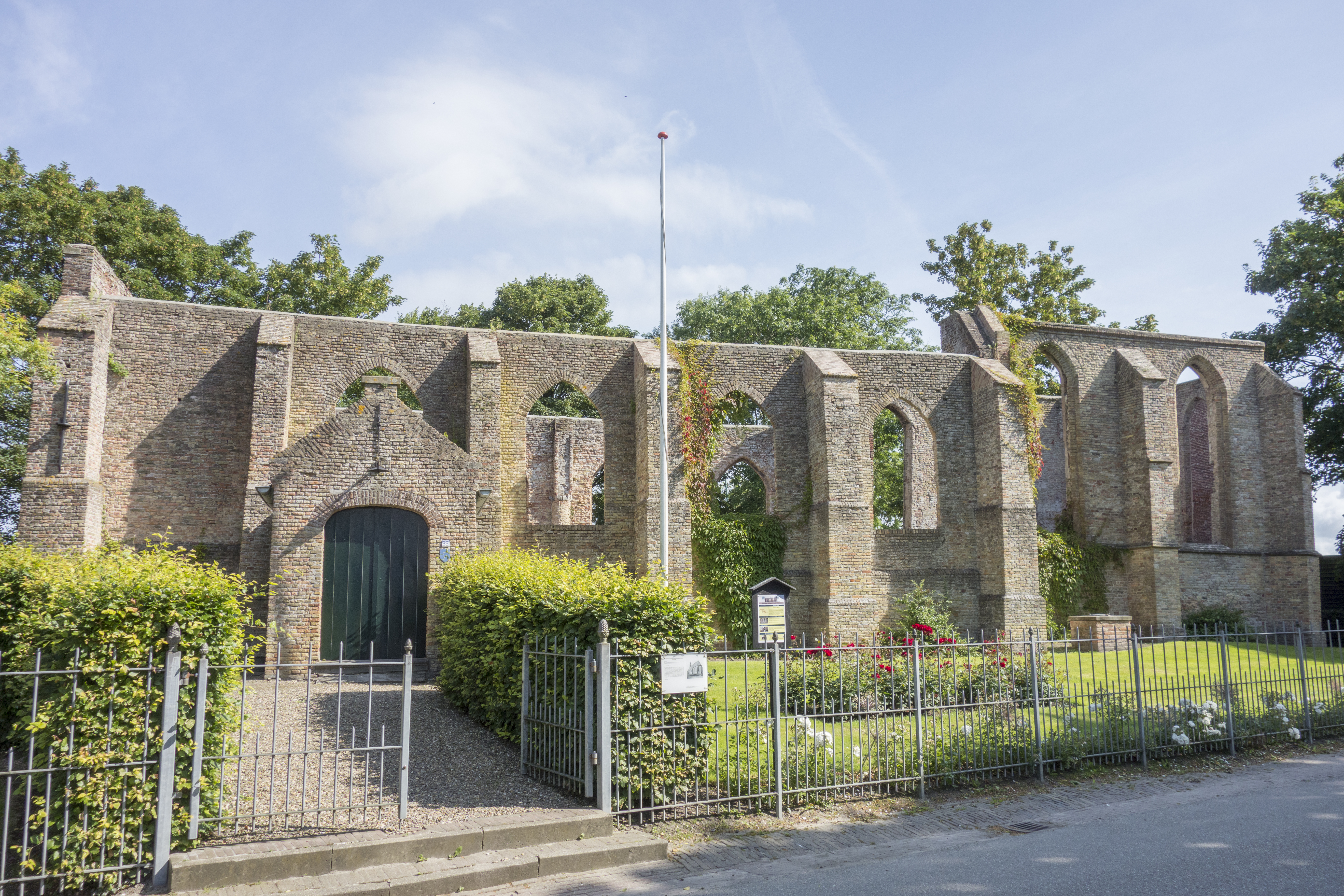
Руїни реформистської церкви